# Marcelo Rubens Paiva
Pour les articles homonymes, voir Paiva (homonymie).
Marcelo Rubens Paiva, né le 1er mai 1959 à São Paulo, est un romancier, journaliste et un interprète brésilien.

## Biographie
Né à São Paulo le 1er mai 1959, Marcelo Rubens Paiva grandit à Rio de Janeiro à partir de 1966, sa famille s'y étant installée à la suite de l'exil volontaire de son père, le député socialiste Rubens Paiva, opposant au coup d'État des militaires brésiliens en 1964.
En 1971, son père est arrêté, torturé et disparaît — son corps ne sera jamais retrouvé —, ce qui constitue pour le jeune Marcelo un premier traumatisme.
À l'âge de vingt ans, il endure un second choc : après avoir heurté le fond d'un lac, sa 5e vertèbre cervicale est accidentée et il reste tétraplégique pendant plusieurs années. De cette expérience, il tire le récit Feliz Ano Velho (pt) (« Heureuse année passée »), dans lequel il raconte ce qu'il a souffert et sa nouvelle douloureuse relation avec le monde. Ce livre a été depuis traduit dans de nombreuses langues et est devenu un best-seller au Brésil.
Après avoir récupéré l'usage des mains et des bras, il sort diplômé de l'université de São Paulo ainsi que de l'université d'État de Campinas (en théorie littéraire).
En 1986, il publie Blecaute, son deuxième roman. À partir de 1989, il se lance dans l'écriture pour le théâtre. En 1990, il publie Ua:brari et, en 1992, As Fêmeas, un essai sur l'esprit féminin.
À partir de 2009, il commence à mettre en scène ses pièces, comme en 2010 O Predador Entra na Sala, avec Raul Barreto, Anna Cecília Junqueira et Celso Melez.
Il travaille pour le journal Veja, pour le magazine Vogue, pour le quotidien Folha de S.Paulo. En 2009, son blog reçoit la distinction Melhor Blogue de Comunicação.
Son roman autobiographique Ainda Estou Aqui, publié en 2015, est adapté au cinéma par Walter Salles en 2024 ; le film sort en France sous le titre Je suis toujours là.

## Œuvres
- Feliz Ano Velho (1981)
- Blecaute (1986)
- Ua:brari (1990)
- As Fêmeas (1992)
- Bala na Agulha (1994)
- Não És Tu, Brasil (1996)
- Malu de Bicicleta (2004)
- O Homem que Conhecia as Mulheres (2006)
- A Segunda Vez que Te Conheci (2008)
- Ainda Estou Aqui (2015)